# 30 iunie
ianuarie • februarie • martie  • aprilie  • mai  • iunie  • iulie  • august  • septembrie  • octombrie  • noiembrie  • decembrie
30 iunie este a 181-a zi a calendarului gregorian și a 182-a zi în anii bisecți. Pe 30 iunie se introduce secunda intercalată. Mai sunt 184 de zile până la sfârșitul anului.

## Evenimente
- 1859: Acrobatul francez Charles Blondin a traversat cascada Niagara, mergând pe o funie.
- 1905: Albert Einstein publică lucrarea „Asupra electrodinamicii corpurilor în mișcare", cunoscută astăzi ca teoria relativității.
- 1908: Are loc fenomenul Tunguska în Siberia.
- 1934: A avut loc, în Germania, masacrul împotriva liderilor asociațiilor politice rivale lui Hitler („Noaptea cuțitelor lungi").
- 1936: Se publică romanul „Pe aripile vântului" al scriitoarei americane, Margaret Mitchell.
- 1960: Congo își câștigă independența față de Belgia.
- 1973: Cea mai lungă eclipsă totală de soare din secolul XX (6 min 20 s).
- 1997: Hong Kong revine sub suveranitatea Republicii Populare Chineze, la miezul nopții, după 156 de ani de administrație britanică.
- 2002: Finala Campionatului Mondial de Fotbal 2002 este câștigată de Brazilia printr-un 2 : 0 împotriva Germaniei.
- 2005: Spania legalizează căsătoria între persoane de același sex.
- 2015: Pe 30 iunie a fost adăugată o secundă în plus în dispozitivele care măsoară timpul universal, pentru a compensa încetinirea vitezei de rotație a Terrei în jurul propriei axe.

## Nașteri
- 1470: Charles al VIII-lea al Franței, rege al Franței (d. 1498)
- 1685: John Gay, poet și dramaturg englez (d. 1732)
- 1789: Horace Vernet, pictor francez (d. 1863)
- 1801: Frédéric Bastiat, jurnalist francez (d. 1850)
- 1817: Sir Joseph Dalton Hooker, botanist englez (d. 1911)
- 1876: Anton Davidoglu, matematician român (d. 1958)
- 1884: Georges Duhamel, scriitor francez (d. 1966)
- 1893: Walter Ulbricht, președinte al Republicii Democrate Germane (d. 1973)
- 1900: Gheorghe Vrănceanu, matematician român, membru al Academiei Române (d. 1979)
- 1904: Oskar Paulini, scriitor german (d. 1980)
- 1906: Anthony Mann, regizor de film american (d. 1967)
- 1909: Paul Constantinescu, compozitor român (d. 1963)
- 1911: Czesław Miłosz, poet polonez, laureat al Premiul Nobel (d. 2004)
- 1917: Susan Hayward, actor de film american (d. 1975)
- 1926: Peter Alexander, actor austriac (d. 2011)
- 1926: Paul Berg, biochimist american
- 1931: Harry Blanchard, pilot american (d. 1960)
- 1936: Assia Djebar, scriitor și regizor algerian (d. 2015)

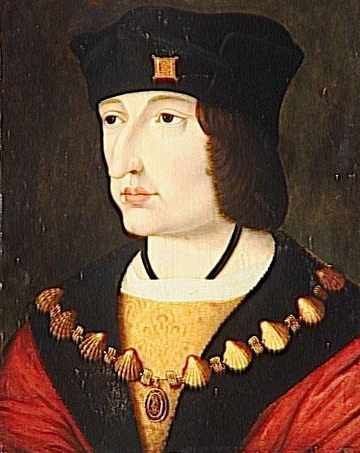
Charles al VIII-lea al Franței
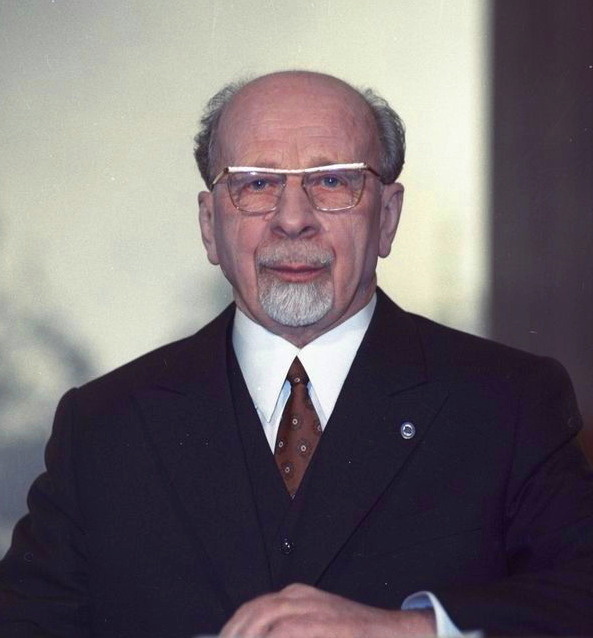
Walter Ulbricht
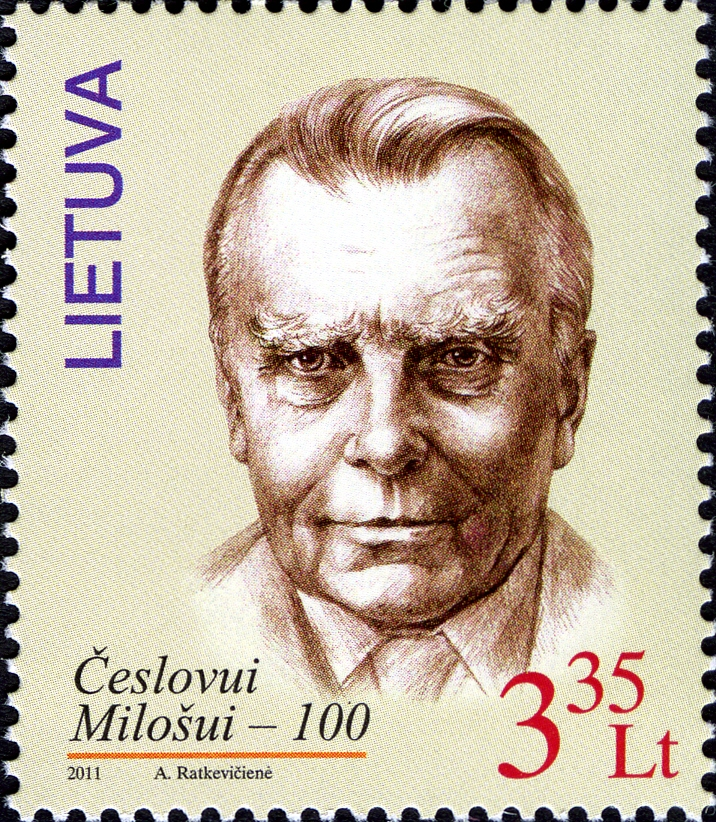
Czesław Miłosz
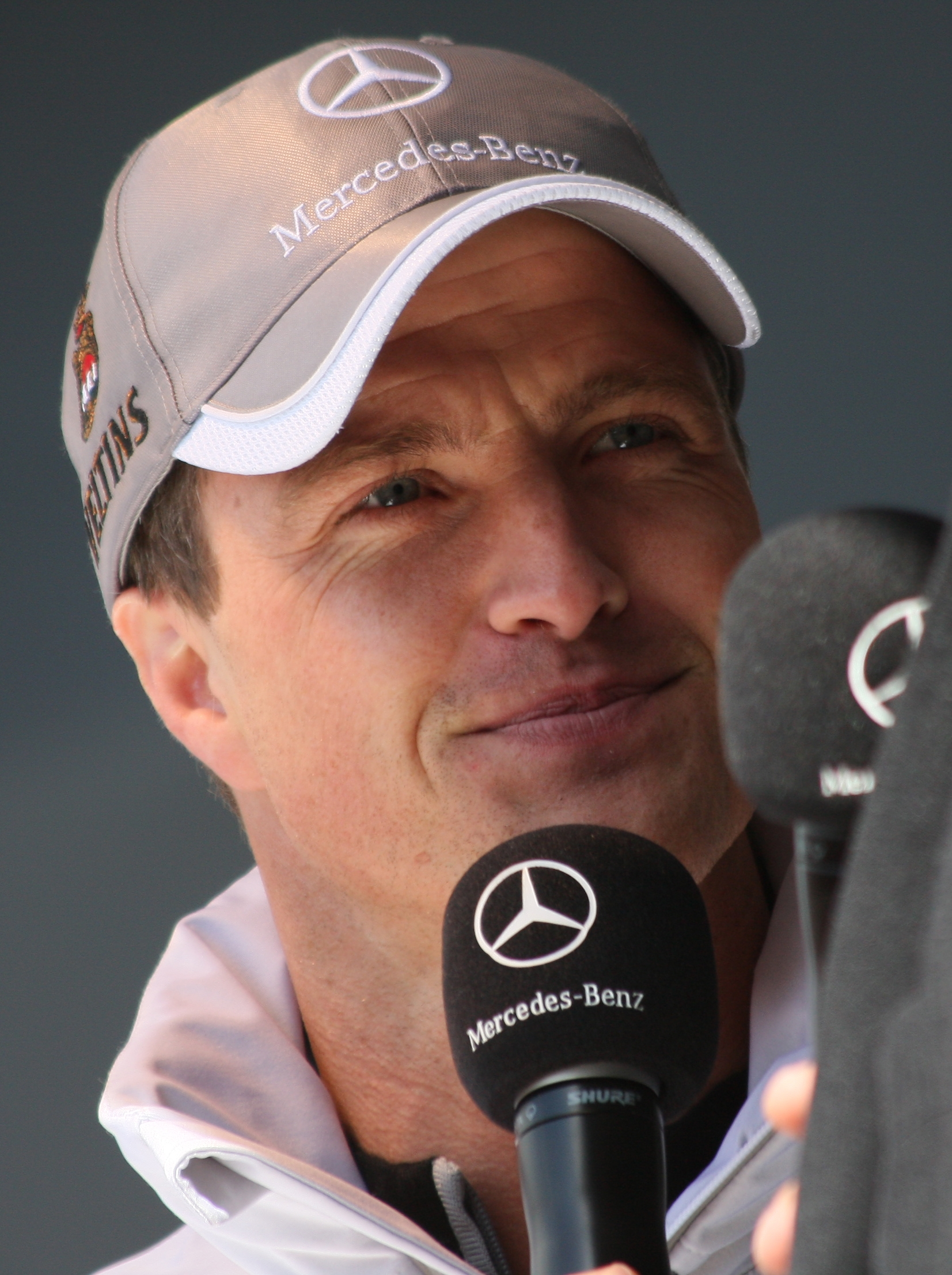
Ralf Schumacher

- 1944: Raymond Moody, fizician și filozof american
- 1945: Sean Scully, pictor și grafician american
- 1951: Stanley Clarke, basist de jazz american
- 1952: Mircea Grosaru, politician român (d. 2014)
- 1953: Hal Lindes, chitarist și compozitor britanic-american
- 1959: Vincent D'Onofrio, actor american
- 1960: Marin Almăjanu, politician român
- 1963: Yngwie J. Malmsteen, chitarist suedez
- 1966: Mike Tyson, pugilist american
- 1968: Phil Anselmo, muzician și cântăreț american
- 1975: Ralf Schumacher, pilot german de Formula 1
- 1977: Monica Iacob-Ridzi, politician român
- 1981: Alissa Jung, actriță germană
- 1984: Ilinca Hărnuț, actriță română
- 1985: Michael Phelps, înotător american
- 1986: Fredy Guarín, fotbalist columbian
- 1986: Allegra Versace, nepoata lui Gianni Versace
- 1987: Martin Jacobson, jucător suedez de poker

## Decese
- 1139: Otto de Bamberg, episcop german (n. 1060)
- 1660: William Oughtred, matematican englez (n. 1575)
- 1845: Leonardo Alenza, pictor spaniol (n. 1807)
- 1916: Gaston Maspero, egiptolog francez, profesor la Collège de France, membru Académie des inscriptions et belles-lettres și comandor al Legiunii de Onoare (n. 1846)
- 1919: John William Strutt Rayleigh, fizician englez, laureat al Premiului Nobel (1904), (n. 1842)
- 1939: Henri Rapin, pictor și designer decorativ francez (n. 1873)
- 1971: Viktor Patsayev (n. 1933), Gheorghi Dobrovolski (n. 1928) și Vladislav Volkov (n. 1935), cosmonauți sovietici (Soiuz 11)
- 1985: Mihai Flamaropol, fotbalist și hocheist român (d. 1919)
- 1986: Roman Gul, scriitor rus (n. 1896)
- 2001: Joe Fagan, fotbalist și antrenor englez (n. 1921)
- 2009: Pina Bausch, balerină și coregrafă germană (n. 1940)
- 2012: Ițhak Șamir, politician israelian, prim-ministru al Israelului (1983-1984; 1986-1992), (n. 1915)
- 2017: Simone Veil, politiciană franceză (n. 1927)
- 2020: Andrei Burac, poet, prozator, dramaturg, traducător și publicist din Republica Moldova (n. 1938)
- 2020: Ida Haendel, violonistă poloneză (n. 1928)
- 2024: Ileana Stana-Ionescu, actriță română (n. 1936)
- 2025: Lajos Sătmăreanu, fotbalist român de etnie maghiară (n. 1944)

## Sărbători
- Sărbători religioase
  - Soborul Sfinților 12 Apostoli (calendar ortodox)
  - Sf. Ierarh Ghelasie de la Râmeț (calendar ortodox)
- Sărbători naționale
  - Republica Democrată Congo: Independența de Belgia (1960)